# Братья Ивановы
Братья Ивановы — джазовый проект братьев Михаила Иванова и Андрея Иванова. Избранный ими музыкальный стиль в России получил название «симфоджаз». С 2015 года музыканты возглавляют Этно-центр Московской областной филармонии.

## История
Михаил и Андрей Ивановы родились в Курске, музыкой начали заниматься с раннего детства. Михаил получил высшее музыкальное образование по специальностям «сольное фортепиано» и «композиция». Во многих своих произведениях объединил мелодику русского фольклора, принципы русского симфонизма с гармоническим и ритмическим (полиметрическим) языком джаза, создав свой авторский почерк в современной музыке. 
Андрей в детстве и юности занимался на скрипке и бас-гитаре, затем получил высшее образование по специальности «сольный контрабас» в Академии музыки им. Гнесиных в классе профессора Хоменко. Помимо джаза, исполняет академическую музыку как пиццикато, так и смычком. Является постоянным участником фестивалей пианиста Дениса Мацуева.
Братья Ивановы также занимаются продюсерской и просветительской деятельностями.
Бренд «Братья Ивановы» возник в 1988 году в Ростове-на-Дону. Их первый ансамбль «Ростов-трио» (с барабанщиком Гедионом Пейсаховым (ныне Израиль)) — лауреат Первой премии Всероссийского конкурса молодых джазовых исполнителей (Ростов-на-Дону, 1988). В 1989 году трио вошло в состав Ростовской областной филармонии. В этом же году артисты трио завоевали Гран-при Европейского джазового конкурса в Брюсселе (Еurоpe Jazz Соntest-89), став первыми советскими джазовыми музыкантами — участниками и победителями международного джазового конкурса за пределами СССР.
В 1991 году Михаил и Андрей Ивановы подписали контракт с музыкальной студией Jeunesses Musicales International и переехали на 6 лет в Брюссель, где стали резидентами джазового клуба «L’Estamine» в самом центре Брюсселя. За этот период они сыграли более 200 концертов во Франции, Бельгии, Германии, Голландии, Швейцарии, Финляндии, Канаде; выступили на фестивалях North Sea Jazz Festival, Montreal Jazz Festival, Belga Jazz Festival, в Глазго, Регенсбурге; приняли участие в многочасовом джемсейшн-марафоне совместно с солистами биг-бэнда Диззи Гиллеспи. Также Ивановы первыми из российских артистов выступили на самом престижном в Европе джазовом фестивале в Монтрё (Montreux Jazz Festival,1992) с премьерой своей новой концертной программы "My Russian Heart". .
С 1997 года братья Ивановы живут в России. Помимо исполнительства, они занимаются продюсерской деятельностью. Среди их проектов — джазовый клубный марафон Moscow Jazz Rally, ежегодный джазовый фестиваль в День города на Поклонной горе в Москве. В разное время музыканты сотрудничают с Георгием Гараняном, Сергеем Мазаевым ("Моральный кодекс"), Алексеем Уткиным (гобой) и его оркестром "Эрмитаж", Денисом Мацуевым, Бориславом Струлевым, оркестром " Виртуозы Москвы", Борисом Андриановым, а также братьями Игорем и Олегом Бутманами, с которыми записали совместный джазовый альбом «Four Brothers». С 2004 года Ивановы открывают свой абонементный цикл "Симфоджаз братьев Ивановых" в Концертном Зале им. Чайковского Московской Государственной академической филармонии, в котором принимают участие лучшие джазовые и академические солисты и творческие коллективы России и мира. За этот проект Михаил и Андрей Ивановы удостоены Премии Правительства России в области культуры за 2012 год. Братья Ивановы также выпустили первый в России джазовый клип на собственную пьесу «Барыня».
В 2010 году состоялась премьера музыкальной поэмы Михаила Иванова «Моё русское сердце» — партитуры для джазового ансамбля, симфонического оркестра и колоколов, за создание которой Михаил и Андрей удостоены Премии Правительства Москвы в области литературы и искусства. В этом же году Михаил Иванов становится членом Союза композиторов России.
С 2015 года артисты совместно с Московской областной филармонией проводят в городах Подмосковья фестиваль мировой музыки «Пересекая время»,а с 2019 года — фестиваль мировой музыки «Крещенские вечера» в Курске, Воронеже, Туле, Москве. Артисты представляют Россию в Италии на открытие знаменитого "Венецианского карнавала" как участники фестиваля «Российская культурная миссия в Венеции» (Италия, март, 2019) и международного фестиваля «Очи черные» (Италия, сентябрь, 2019), на концертах которых состоялись премьерные исполнения произведения Михаила Иванова «Венецианская сюита в блюзовых тонах».
С 2015 года Ивановы входят в состав отборочной комиссии, являются наставниками и членами жюри финальной серии телевизионного конкурса юных музыкантов «Синяя птица». С 2016 года на сцене Камерного зала Московской Государственной филармонии они также проводят образовательный абонемент «Как рождается музыка», концерты которого адресованы юным слушателям.

## Симфоджаз

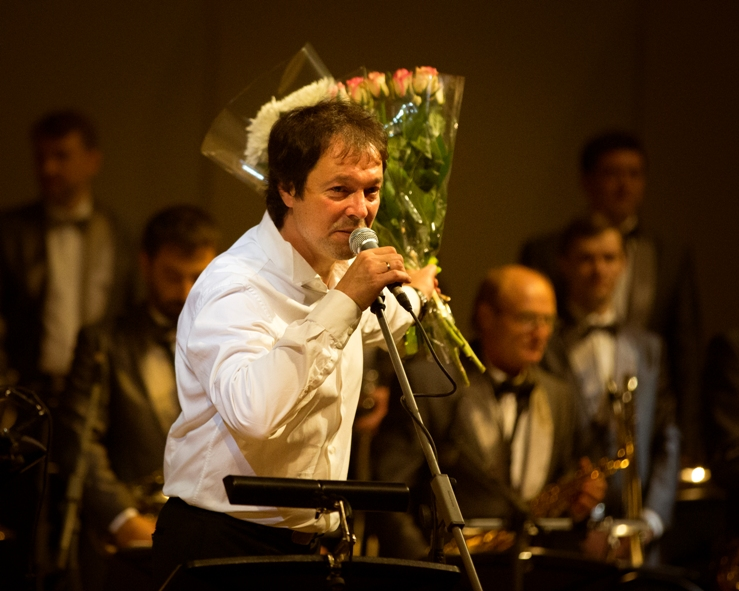
Михаил Иванов на сцене КЗЧ

В 2003 году совместно с Московской государственной академической филармонией музыканты начали проводить в Концертном зале им. П. И. Чайковского абонементный цикл «Симфоджаз братьев Ивановых». За время его существования музыкантами придумано, спродюсировано и исполнено более 40 различных программ. Этот проект удостоен Премии Правительства России в области культуры. Выступления артистов проходят при участии симфонических, камерных, духовых оркестров, оркестров народных инструментов, хоров, камерных ансамблей, джазовых и академических солистов из многих стран.

## Проекты
- «My Russian Heart» («Моё русское сердце») — симфоническая поэма для джазового комбо, солистов и симфонического оркестра со звонницей, написанная Михаилом Ивановым на основе композиций, вошедших в одноимённый альбом.
- «Барокко встречает Джаз" (Венецианская сюита в блюзовых тонах) — партитура в стиле барокко-симфоджаз, созданная Михаилом Ивановым в 2018 году и аранжировки знаменитых мелодий эпохи барокко в жанре симфоджаз. Её премьера состоялась год спустя в Италии на сцене театра «Ла Фениче» в рамках фестиваля «Российская культурная миссия в Венеции».
- «По следам „Розовой пантеры“ Генри Манчини». Идея проекта заключается в чередовании инструментальных джазовых импровизаций на знаменитую «шпионскую» тему «Розовой пантеры» и джазово-оперных вокальных номеров из кинокартин о Джеймсе Бонде: «Golden Eye», «Die Another Day», «The World Is Not Enough», «Tomorrow Never Dies», «Peter Gan» и др. В программе задействованы джазовые солисты-инструменталисты, джазовые и оперные вокалисты, джазовый квартет и симфонический оркестр.
- «От Мессы до Джаза». Джазово-хоровые программы. Партитура, сочетающая стилистику знаменного распева с джазовыми ритмами, написана для джазовых солистов и хора.
- «Рождественская мистерия в стиле симфоджаз» для солистов, хора и джазового ансамбля сочинялась специально для финального концерта «Рождественская мистерия», проходившего в Римско-католическом Кафедральном Соборе Непорочного Зачатия Пресвятой Девы Марии в Москве. Музыкальной основой этой партитуры стали духовно-фольклорные сочинения аргентинского композитора Ариэля Рамиреса в джазовых аранжировках и обработках братьев Ивановых.
- «ADIEMUS» («Песни Святилища») — в основе проекта одноимённое хоровое сочинение британского композитора Карла Дженкинса, чьё творчество связано с направлением нью-эйдж. Оригинальная партитура Дженкинса в музыкально-стилевом отношении сочетает в себе кроссовер-классику, нью-эйдж и кельтские мотивы, а в содержательном — мифы и легенды. Добавив к этому конгломерату элементы свинга и джазовые инструментально-импровизационные разделы, братья Ивановы создали современную джазовую ораторию для хора, оркестра, джазового ансамбля и солистов.
- «Фиеста» — фестивальный Open air проект танцевальной музыки в ритмах джаза, блюза, латино, состав участников которого меняется в зависимости от идеи конкретного выступления.

## Звонница «София»

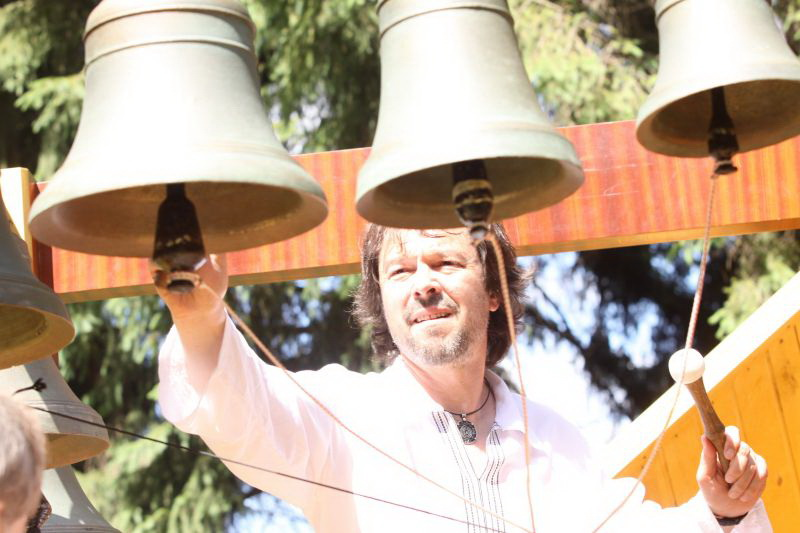
Михаил Иванов и колокола "Софии"

Михаил Иванов совместно с художником-дизайнером Сергеем Лошаковым спроектировал новый музыкальный перкуссионный инструмент — Звонница «София». Колокола «Софии» имеют темперированный строй и отзываются на удары палочками по плоским пластинам. Инструмент дополнен перкуссионной линейкой, управляемой педальным механизмом. Несмотря на вес в 500 кг, её можно без труда транспортировать с одной концертной площадки на другую. Монтаж инструмента занимает около трёх часов.
Презентация Звонницы состоялась на Германо-российском фестивале (Берлин), Днях славянской письменности и культуры (Саратов) и Дне Герба и Флага Москвы в Храме Христа Спасителя (2009—2010). Впервые инструмент прозвучал с концертной сцены в 2010 году на премьере симфонической поэмы Михаила Иванова «Мое русское сердце», состоявшейся в Концертном зале имени П. И. Чайковского.

## Дискография
- 11th Jazz Heoeilaart International Europ' Jazz Contest (BRT, Austria, 1989);
- "My Russian Heart2 (ROSIF, Rostov-on-Don/GAMME, Belgium, 1992);
- «I love you Jazz» (Boheme Music, BMR, 1998);
- «Black In Jazz» (FM project/RDM Co.Ltd., 1998);
- «Four Brothers» (Boheme Music, BMR, 1999);
- «Up To Olymp» (Landy Star Music, 2001);
- «Ivanov Brothers SymphoJazz» (Boheme Music, 2003);
- «From Melody To Melody» (2CD, Boheme Music, 2003);
- «Золотые мелодии Москвы» (Boheme Music, BMR, 2003);
- «Проверено временем» (Boheme Music, BMR, 2004);
- «My Russian heart» (Live from Tchaikovsky Hall, 29.10.2008, Moscow, 2008);
- «Симфоджаз» (Ivanovproject, 2012);
- «Фиеста» (Ivanovproject, 2014).

## Награды и звания
- Заслуженные артисты России (Михаил Иванов — Указ № 755 от 29 июня 2005 года; Андрей Иванов — Указ № 699 от 22.06.2009 2008 года);
- Лауреаты премии Правительства Москвы в области литературы и искусства (Указ мэра Москвы 59-УМ от 16.08.2010);
- Лауреаты премии Правительства РФ в области культуры (Распоряжение правительства РФ № 2493-р2013 от 23.12.2013).